# Schoubyes Sø
Schoubyes Sø er en kunstig sø på Haarup Sande øst for Silkeborg. Søen blev udgravet da man i 1958-1960 manglede jord til vejprojekter i Silkeborg. Jorden fra søen blev brugt til ringvejsbroen og viadukten over Langåbanen.
Schoubyes Sø er opkaldt efter kongelig skovrider H.S.L. Schoubye (1896-1972), som gav tilladelse til at lave søen. Schoubye selv foreslog navnet "Hårup Sø".
Søen er 3,16 ha. Den har ingen afløb eller tilløb og er en af de reneste søer i Silkeborgområdet. Der er tre små øer i søen, og de blev lavet for at give jordrugende fugle mulighed for at være i fred for ræve.
Søen har rekreativ værdi og bruges til badning. Søen er omfattet af Natura 2000-område  57 Silkeborgskovene 

## Eksterne kilder og henvisninger
1. ↑  "8. Den kunstige sø, Schoubyes Sø, i Hårup Sande". Seværdigheder i Silkeborg-skovene. Naturstyrelsen. Hentet 3. juli 2019.
2. 1 2 3 4  "Schoubyes Sø". WikiSilkeborg. 15. oktober 2010. Arkiveret fra originalen 3. marts 2021. Hentet 3. juli 2019.
3. ↑  "Miljøstyrelsen, Natura 2000-områder". Arkiveret fra originalen 21. juni 2019. Hentet 3. juli 2019.
4. ↑  Naturplanen 2016-2021  Naturstyrelsen, Natura 2000-område 57 Silkeborgskovene

- Kort med søens beliggenhed

56°10′1.76″N 9°37′5.47″Ø / 56.1671556°N 9.6181861°Ø